# Packard 160

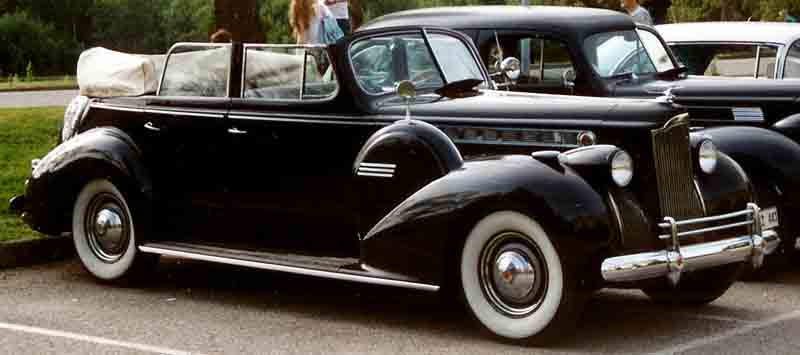
Packard Super Eight 160 Cabriolet 4 Türen (1940)

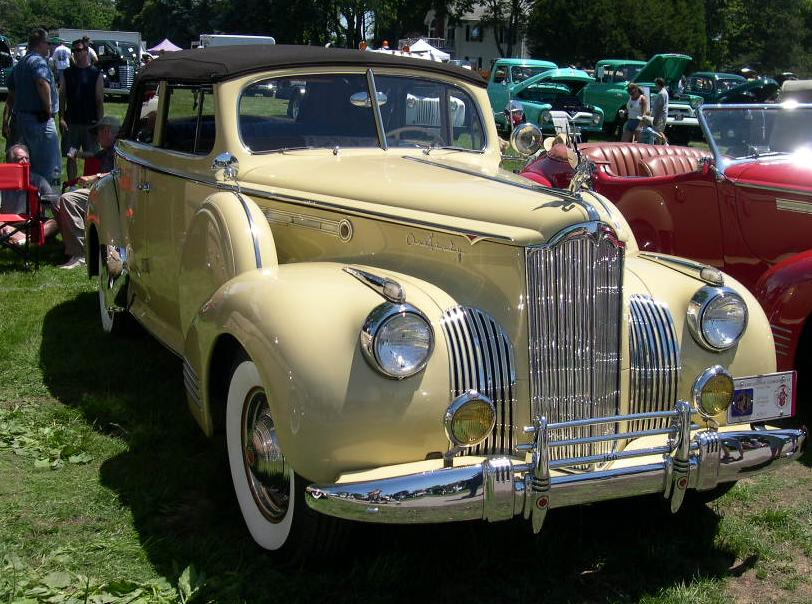
Packard Super Eight 160 (1941)

Der Packard 160 (sprich: One-Sixty) wurde 1940 von der Packard Motor Car Company als Nachfolger des Modells Super Eight eingeführt.
Der Typ 160 hatte, wie sein luxuriöseres Pendant 180, einen Achtzylinder-Reihenmotor mit 5.833 cm³ Hubraum, die 160 bhp (118 kW) Leistung entwickelte. Er wurde als stärkster Achtzylinder im America des Jahres 1940 vermarktet. Der Cadillac-V8 mit 5,7 Litern Hubraum entwickelte nur 150 bhp (110 kW). Die Motorkraft wurde über eine Einscheibentrockenkupplung und ein manuelles Dreiganggetriebe mit Lenkradschaltung an die Hinterräder weitergeleitet.
Alle Packard-Serien (110, 120, 160 und 180) hatten das gleiche Karosseriedesign. Der 160 hatte eine einfachere Ausstattung als der 180 und hatte als Kühlerfigur eine Göttin anstatt des Pelikans. 1941 und 1942 wurden kleinere Änderungen am Design vorgenommen.
Die letzten Exemplare vom Typ 160 verließen die Montagelinie im Februar 1942, da dann der Zweite Weltkrieg eine weitere zivile PKW-Produktion in den USA verhinderte. In drei Jahren wurden 11.767 Exemplare gefertigt.

## Quelle
- Beverly R. Kimes (Hrsg.), Henry A. Clark: The Standard Catalog of American Cars 1805–1942. Krause Publications, 1985, ISBN 0-87341-045-9.